# Gruczoł Nasonowa

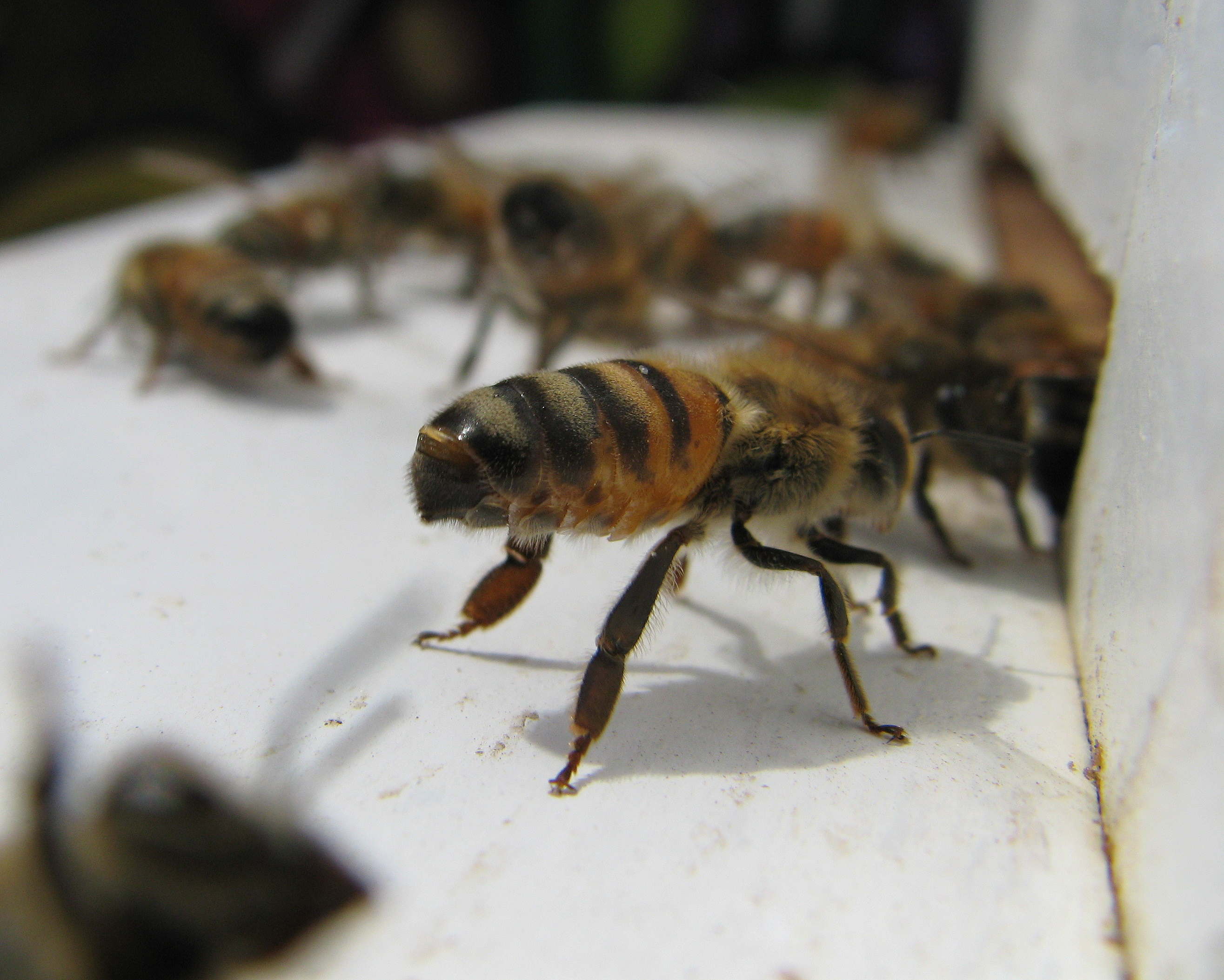
Robotnica eksponująca gruczoł Nasonowa

Gruczoł Nasonowa – gruczoł egzokrynowy znajdujący się pod 6 i 7 tergitem odwłoka niektórych owadów, m.in. robotnic pszczoły miodnej.
Jego lotna wydzielina służy orientacji robotnic względem gniazda. Głównym jej składnikiem jest geraniol, ale za działanie odpowiadają przede wszystkim jego pochodne, (E)-citral i kwas geranylowy. Opisał go jako pierwszy rosyjski zoolog Nikołaj Wiktorowicz Nasonow w 1883 roku.